# Гиљермо Фаласка
 Гиљермо Фаласка Фернандез (шп. Guillermo Falasca; рођен је 24. октобра 1977. године у Мендози у Аргентини) је шпански одбојкаш. Игра на позицији коректора. Млађи је брат Мигуела Анхела Фаласке, такође успешаног одбојкаша, који игра на позицији техничара. Са репрезентацијом је освојио Европско првенство 2007. године у Русији. Фаласка је проглашен најбољим поентером и најбољим сервером Европске лиге 2005. године, у којој је Шпанија заузела трће место.